# Rød ibis
Rød ibis (latin: Eudocimus ruber) er en storkefugl, der lever nærved kyster af det nordlige Sydamerika og det sydøstlige Brasilien.